# Espoir démocratique

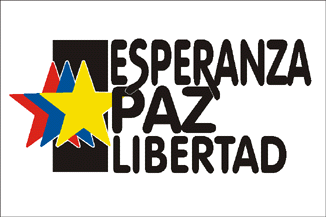
Ancien logo du parti.

Espoir démocratique (Esperanza democratica) , jusqu'en 2023 Esperanza, Paz y Libertad, est un mouvement politique colombien, issu des accords de paix de 1991 entre le gouvernement colombien de César Gaviria et la guérilla de l'Armée populaire de libération. Bien qu'une partie des guerrilleros de l'EPL soit entrée en dissidence en refusant de déposer les armes, 2.500 d'entre eux acceptent de le faire. Le parti ainsi créé est en butte au cours des années 1990 à des attaques en provenance d'autres guerrillas comme les Forces armées révolutionnaires de Colombie (FARC) ou la dissidence armée de l'EPL commandée par Francisco Caraballo, culminant avec le massacre de 37 guerrilleros démobilisés à La Chinita (Apartadó). Actif surtout dans l'Urabá (département d'Antioquia, Esperanza Pay y Libertad avait dans les années 1990 une influence importante dans Sintrainagro, syndicat des travailleurs des bananeraies qui regroupait 12.000 travailleurs, qui passe dans cette période sous l'impulsion d'EPL d'un syndicalisme tourné vers l'affrontement à un syndicalisme de consensus avec le patronat. Le parti connaît également des succès importants, conquérant deux municipalités du département d'Urabá aux élections municipales de 2000 : celle de Turbo (Aníbal Palacios) et d'Apartadó (Mario Agudelo). En outre, le mouvement parvient à faire élire des conseillers municipaux dans toute l'«axe bananier», à faire élire un député, et son soutien s'est avéré décisif pour l'élection de Guillermo Gaviria Correa (es) comme gouverneur d'Antioquia. À l'aube des années 2000, le mouvement était toutefois confronté à la présence persistante des acteurs armés illégaux (guerrillas et paramilitaires) dans les zones où le mouvement était présent.